# UHC Alligator Rum
Der UHC Alligator Rum ist ein österreichischer Floorballverein aus der Tiroler Gemeinde Rum. Im Herbst 2009 wurde an der Mittelschule Rum die Sportart Floorball neu eingeführt und als Neigungsgruppe zur Wahl gestellt. Daraus entwickelte sich rasch ein reger Spielbetrieb, sodass es bereits im Frühjahr 2010 zur Vereinsgründung kam. 
Das Aushängeschild des Vereins ist das erfolgreiche Damenteam, das seit der Saison 2018/19 als Floorball-Spielgemeinschaft FSG ASKÖ Linz/Rum (gemeinsam mit dem UHC Linz) an der Bundesliga teilnimmt. Das Team holte sich auf Anhieb den österreichischen Staatsmeistertitel und sorgte damit für den bis dato größten Erfolg der jungen Vereinsgeschichte. 2020 und 2022 folgten zwei weitere Staatsmeistertitel.
Seit der Saison 2021/2022 nimmt auch das Herrenteam an der Bundesliga teil. Größte Erfolge sind die Teilnahmen am Final Four 2023 und 2024 als Floorball-Spielgemeinschaft FSG ASKÖ Linz/Rum. 2024/25 nimmt der UHC Alligator Rum erstmals ohne die Spielgemeinschaft mit dem UHC Linz als eigenständiger Verein an der Herren-Bundesliga teil.

## Titel und Erfolge

### Herren
- Halbfinale Staatsmeisterschaft 2024 (als FSG ASKÖ Linz/Rum)
- Bundesliga-Dritter 2023 (als FSG ASKÖ Linz/Rum)

### Damen
- Staatsmeister 2019, 2020, 2022 (als FSG ASKÖ Linz/Rum)